# Mirafra javanica
Mirafra javanica е вид птица от семейство Чучулигови (Alaudidae).

## Разпространение
Видът е разпространен в Австралия, Виетнам, Индонезия, Източен Тимор, Камбоджа, Китай, Лаос, Мианмар, Папуа Нова Гвинея, Тайланд, Филипините и Хонконг.